# Dušan Uhrin (ur. 1967)
Dušan Uhrin junior (ur. 11 października 1967 w Pradze) – czeski piłkarz i trener piłkarski.

## Kariera
Jako zawodnik występował głównie w praskich klubach z niższych lig. Na początku lat 90. zaczął łączyć grę w piłkę z pracą szkoleniową. W 1992 roku zdecydował się zakończyć karierę piłkarską. Początkowo prowadził kluby z czwartej i piątej ligi, później był asystentem w Sparcie, Slavii i Bohemians 1905. W tym ostatnim klubie – wówczas drugoligowym – pracował także jako pierwszy trener.
W październiku 2004 roku został zatrudniony w grającej również na przedsionku ekstraklasy Mladej Boleslav. Jeszcze w tym samym sezonie zespół awansował do I ligi, a w kolejnym – niespodziewanie – zdobył wicemistrzostwo kraju. W eliminacjach do Ligi Mistrzów podopieczni Uhrina juniora wyeliminowali Vålerenga Fotball, ale drogę do Champions League zamknęli im piłkarze Galatasaray SK. Jednak dzięki wygranej z Vålerengą Mladá mogła wystąpić w Pucharze UEFA, gdzie w pierwszej rundzie ograła Olympique Marsylia. W fazie grupowej została wyprzedzona przez cztery inne zespoły i zakończyła pierwszy w historii udział w europejskich pucharach na ostatnim miejscu w tabeli.
W maju 2007 roku po tym, jak zespół zakończył rozgrywki ligowe na trzeciej pozycji, trener podał się do dymisji. Niedługo potem przyjął propozycję z rumuńskiej Politehniki Timiszoara.
Uhrin junior jest synem byłego selekcjonera reprezentacji Czech Dušana Uhrina.

## Sukcesy szkoleniowe
- Mladá Boleslav:
  - wicemistrzostwo Czech 2006
  - III miejsce w ekstraklasie w sezonie 2006–2007
  - awans do ekstraklasy w sezonie 2004–2005
  - runda grupowa Pucharu UEFA 2006–2007
- Politehnica Timișoara:
  - wicemistrzostwo Rumunii 2011
  - VI miejsce w ekstraklasie w sezonie 2007–2008 i awans do rozgrywek Ligi Europy